# Mandera
Mandera (somaleză Mandheera) este un oraș din Kenya.